# Lissglo
Lissglo är en sjö i Tierps kommun i Uppland och ingår i Tämnarån-Forsmarksåns kustområde.